# Grand Prix La Marseillaise 2025
La 47e édition du Grand Prix cycliste de Marseille - La Marseillaise a lieu le 2 février 2025. La course fait partie du calendrier UCI Europe Tour 2025 en catégorie 1.1 (troisième niveau mondial). C'est également la première épreuve de la Coupe de France de cyclisme sur route 2025.

## Présentation

### Parcours
Au départ de l'Hôtel du Département des Bouches-du-Rhône, le parcours prend la direction du département du Var, pour un passage à Saint Zacharie, via Allauch. A la sortie de Plan-d'Aups-Sainte-Beaume, les coureurs empruntera le Pas de la Couelle, le col de l'Espigoulier, le  Col de l'Ange, et la route des crêtes, pour un passage à Gemenos. L'arrivée traditionnelle sur le boulevard Michelet, devant le Stade Vélodrome, est rendue impossible par la tenue, le soir même, du match de football entre l'Olympique de Marseille et l'Olympique lyonnais. Elle est donc déplacée au Campus de Luminy.

### Équipes
Le Grand Prix de la Marseillaise est classée en catégorie 1.1 de l'UCI Europe Tour. Par conséquent, la course est ouverte aux équipes UCI WorldTeam dans la limite de 50 % des équipes participantes, aux équipes continentales professionnelles, aux équipes continentales et aux équipes nationales.
Vingt équipes participent au Grand Prix de la Marseillaise : cinq WorldTeams, neuf ProTeams et six équipes continentales, pour un total de 140 coureurs :
| WorldTeams (6)- Cofidis - Arkéa-B&B Hotels - Decathlon AG2R La Mondiale Team - Groupama-FDJ - Ineos Grenadiers - Alpecin-Deceuninck ProTeams (9)- Team TotalEnergies - Burgos-Burpellet-BH - Euskaltel-Euskadi - Unibet Tietema Rockets - Wagner Bazin WB - Caja Rural-Seguros RGA - Israel-Premier Tech - Lotto - Equipo Kern Pharma Équipes continentales (5)- CIC U Nantes - Van Rysel-Roubaix - Nice Métropole Côte d'Azur - St. Michel-Preference Home-Auber 93 - Beltrami TSA-Tre Colli |
| |

### Principaux coureurs présents
Plusieurs coureurs ont déjà annoncés leur venue sur la course, comme Kévin Vauquelin, Valentin Ferron ou Victor Lafay.

### Diffusion
France 3 Provence-Alpes-Côte d'Azur et Eurosport diffusent la course.

## Classements

### Classement final
| \| Classement général \| Classement général \| Classement général \| Classement général \| Classement général \| \| Coureur \| Coureur \| Pays \| Équipe \| Temps \| \| ------------------ \| ------------------- \| ------------------ \| -------------------------- \| ------------------ \| \| 1er \| Valentin Ferron \| France \| Cofidis \| 3 h 57 min 53 s \| \| 2e \| Vincent Van Hemelen \| Belgique \| Team Flanders-Baloise \| + 0 s \| \| 3e \| Francisco Galván \| Espagne \| Equipo Kern Pharma \| + 0 s \| \| 4e \| Eduard Prades \| Espagne \| Caja Rural-Seguros RGA \| + \| \| 5e \| Paul Seixas \| France \| Decathlon-AG2R La Mondiale \| + \| \| 6e \| Gotzon Martín \| Espagne \| Euskaltel-Euskadi \| + \| \| 7e \| Nicolas Prodhomme \| France \| Decathlon-AG2R La Mondiale \| + \| \| 8e \| Axel Laurance \| France \| Ineos Grenadiers \| + \| \| 9e \| Pau Miquel \| Espagne \| Equipo Kern Pharma \| + \| \| 10e \| Alex Molenaar \| Pays-Bas \| Caja Rural-Seguros RGA \| + 0 s \| |                     |          |                            |                 |
| |                     |          |                            |                 |
| |                     |          |                            |                 |
| Classement général |                     |          |                            |                 |
| Coureur | Coureur             | Pays     | Équipe                     | Temps           |
| 1er | Valentin Ferron     | France   | Cofidis                    | 3 h 57 min 53 s |
| 2e | Vincent Van Hemelen | Belgique | Team Flanders-Baloise      | + 0 s           |
| 3e | Francisco Galván    | Espagne  | Equipo Kern Pharma         | + 0 s           |
| 4e | Eduard Prades       | Espagne  | Caja Rural-Seguros RGA     | +               |
| 5e | Paul Seixas         | France   | Decathlon-AG2R La Mondiale | +               |
| 6e | Gotzon Martín       | Espagne  | Euskaltel-Euskadi          | +               |
| 7e | Nicolas Prodhomme   | France   | Decathlon-AG2R La Mondiale | +               |
| 8e | Axel Laurance       | France   | Ineos Grenadiers           | +               |
| 9e | Pau Miquel          | Espagne  | Equipo Kern Pharma         | +               |
| 10e | Alex Molenaar       | Pays-Bas | Caja Rural-Seguros RGA     | + 0 s           |

## Attributions des points

### Classements UCI
La course attribue aux coureurs le même nombre des points pour l'UCI Europe Tour 2024 et le Classement mondial UCI.
| Position           | 1er | 2e | 3e | 4e | 5e | 6e | 7e | 8e | 9e | 10e | 11e | 12e | 13e à 15e | 16e à 25e |
| Classement général | 125 | 85 | 70 | 60 | 50 | 40 | 35 | 30 | 25 | 20  | 15  | 10  | 5         | 3         |

### Classements Coupe de France
L'ordre d'arrivée de l'épreuve détermine le nombre de points attribués pour le classement général individuel de la Coupe de France 2025.
| Position | 1er | 2e | 3e | 4e | 5e | 6e | 7e | 8e | 9e | 10e | 11e | 12e | 13e | 14e | 15e |
| Points   | 50  | 35 | 25 | 20 | 18 | 16 | 14 | 12 | 10 | 8   | 6   | 5   | 3   | 3   | 3   |

Le classement par équipes de la Coupe de France est établi de la manière suivante : on additionne les places des trois premiers coureurs pour définir le score de chaque équipe. Puis les équipes sont classées par score décroissant. L'équipe avec le total le plus faible sera la première et recevra 12 points au classement des équipes, jusqu'à la neuvième équipe qui marquera deux points. Seules les équipes françaises marquent des points.
| Position | 1re | 2e | 3e | 4e | 5e | 6e | 7e | 8e | 9e |
| Points   | 12  | 9  | 8  | 7  | 6  | 5  | 4  | 3  | 2  |

## Liste des participants
| Légende | Légende                                                                     | Légende | Légende                                                    |
| ------- | --------------------------------------------------------------------------- | ------- | ---------------------------------------------------------- |
| Num     | Dossard de départ porté par le coureur sur le Grand Prix de la Marseillaise | Pos     | Position à l'arrivée de la course                          |
|         | Indique un maillot de champion national ou mondial, suivi de sa spécialité  | NP      | Indique un coureur qui n'a pas pris le départ de la course |
| AB      | Indique un coureur qui n'a pas terminé la course                            | HD      | Indique un coureur qui a terminé la course hors des délais |
| DSQ     | Indique un coureur qui a été disqualifié de la course                       |         |                                                            |

| Groupama-FDJ GFC | Groupama-FDJ GFC          | Groupama-FDJ GFC |
| ---------------- | ------------------------- | ---------------- |
| Num              | Coureur                   | Pos              |
| 1                | Kevin Geniets (LUX)       | 16e              |
| 2                | Clément Braz Afonso (FRA) | 33e              |
| 3                | Rémi Cavagna (FRA)        | 106e             |
| 4                | Thibaud Gruel (FRA)       | 54e              |
| 5                | Johan Jacobs (SUI)        | 104e             |
| 6                | Olivier Le Gac (FRA)      | 87e              |
| 7                | Maxime Decomble (FRA)     | 63e              |

| Decathlon-AG2R La Mondiale DAT | Decathlon-AG2R La Mondiale DAT | Decathlon-AG2R La Mondiale DAT |
| ------------------------------ | ------------------------------ | ------------------------------ |
| Num                            | Coureur                        | Pos                            |
| 11                             | Oscar Chamberlain (AUS)        | 103e                           |
| 12                             | Dries De Bondt (BEL)           | 83e                            |
| 13                             | Pierre Gautherat (FRA)         | 122e                           |
| 14                             | Rasmus Søjberg (DEN)           | 111e                           |
| 15                             | Gianluca Pollefliet (BEL)      | HD                             |
| 16                             | Nicolas Prodhomme (FRA)        | 7e                             |
| 17                             | Paul Seixas (FRA)              | 5e                             |

| Arkéa-B&B Hotels ARK | Arkéa-B&B Hotels ARK          | Arkéa-B&B Hotels ARK |
| -------------------- | ----------------------------- | -------------------- |
| Num                  | Coureur                       | Pos                  |
| 21                   | Amaury Capiot (BEL)           | 44e                  |
| 22                   | Élie Gesbert (FRA)            | 114e                 |
| 23                   | Anthony Delaplace (FRA)       | 99e                  |
| 24                   | Thibault Guernalec (FRA)      | 85e                  |
| 25                   | Embret Svestad-Bårdseng (NOR) | 29e                  |
| 26                   | Pierre Thierry (FRA)          | 124e                 |
| 27                   | Kévin Vauquelin (FRA)         | 20e                  |

| Cofidis COF | Cofidis COF             | Cofidis COF |
| ----------- | ----------------------- | ----------- |
| Num         | Coureur                 | Pos         |
| 31          | Damien Touzé (FRA)      | 15e         |
| 32          | Valentin Ferron (FRA)   | 1er         |
| 33          | Clément Izquierdo (FRA) | 68e         |
| 34          | Oliver Knight (GBR)     | 78e         |
| 35          | Sam Maisonobe (FRA)     | 43e         |
| 36          | Anthony Perez (FRA)     | 66e         |
| 37          | Benjamin Thomas (FRA)   | 38e         |

| Ineos Grenadiers IGD | Ineos Grenadiers IGD     | Ineos Grenadiers IGD |
| -------------------- | ------------------------ | -------------------- |
| Num                  | Coureur                  | Pos                  |
| 41                   | Omar Fraile (ESP)        | 36e                  |
| 42                   | Axel Laurance (FRA)      | 8e                   |
| 43                   | Victor Langellotti (MON) | 22e                  |
| 44                   | Salvatore Puccio (ITA)   | 84e                  |
| 45                   | Artem Shmidt (USA)       | 69e                  |
| 46                   | Joshua Tarling (GBR)     | 70e                  |
| 47                   | Ben Turner (GBR)         | 21e                  |

| Alpecin-Deceuninck ADC | Alpecin-Deceuninck ADC | Alpecin-Deceuninck ADC |
| ---------------------- | ---------------------- | ---------------------- |
| Num                    | Coureur                | Pos                    |
| 51                     | Jimmy Janssens (BEL)   | HD                     |
| 52                     | Timo Kielich (BEL)     | 19e                    |
| 53                     | Stan Van Tricht (BEL)  | 96e                    |
| 54                     | Luca Vergallito (ITA)  | 30e                    |
| 55                     | Lennert Belmans (BEL)  | 81e                    |
| 56                     | Louis Kitzki (GER)     | 121e                   |
| 57                     | Juri Hollmann (GER)    | 72e                    |

| Team TotalEnergies TEN | Team TotalEnergies TEN    | Team TotalEnergies TEN |
| ---------------------- | ------------------------- | ---------------------- |
| Num                    | Coureur                   | Pos                    |
| 61                     | Thomas Bonnet (FRA)       | 94e                    |
| 62                     | Alexys Brunel (FRA)       | 39e                    |
| 63                     | Alexandre Delettre (FRA)  | 12e                    |
| 64                     | Rayan Boulahoite (FRA)    | 76e                    |
| 65                     | Sandy Dujardin (FRA)      | 46e                    |
| 66                     | Pierre Latour (FRA)       | 102e                   |
| 67                     | Valentin Retailleau (FRA) | 98e                    |

| Unibet Tietema Rockets RKT | Unibet Tietema Rockets RKT | Unibet Tietema Rockets RKT |
| -------------------------- | -------------------------- | -------------------------- |
| Num                        | Coureur                    | Pos                        |
| 71                         | Adrien Maire (FRA)         | 23e                        |
| 72                         | Andreas Stokbro (DEN)      | 40e                        |
| 73                         | Axel Huens (FRA)           | 24e                        |
| 74                         | Hartthijs de Vries (NED)   | 64e                        |
| 75                         | Lukáš Kubiš (SVK)          | 59e                        |
| 76                         | Killian Verschuren (FRA)   | 37e                        |
| 77                         | Tomáš Kopecký (CZE)        | 112e                       |

| Burgos-Burpellet-BH BBH | Burgos-Burpellet-BH BBH        | Burgos-Burpellet-BH BBH |
| ----------------------- | ------------------------------ | ----------------------- |
| Num                     | Coureur                        | Pos                     |
| 81                      | Merhawi Kudus (ERI)            | AB                      |
| 82                      | David Delgado Higueruelo (ESP) | 52e                     |
| 83                      | José Manuel Díaz (ESP)         | 25e                     |
| 84                      | Ángel Fuentes (ESP)            | 95e                     |
| 85                      | José Luis Faura (ESP)          | 58e                     |
| 86                      | Jambaljamts Sainbayar (MGL)    | 17e                     |
| 87                      | Clément Alleno (FRA)           | 45e                     |

| Caja Rural-Seguros RGA CJR | Caja Rural-Seguros RGA CJR    | Caja Rural-Seguros RGA CJR |
| -------------------------- | ----------------------------- | -------------------------- |
| Num                        | Coureur                       | Pos                        |
| 91                         | Álex Díaz (ESP)               | 115e                       |
| 92                         | Samuel Fernández García (ESP) | 88e                        |
| 93                         | Jaume Guardeño (ESP)          | 60e                        |
| 94                         | Joseba López (ESP)            | 56e                        |
| 95                         | Alex Molenaar (NED)           | 10e                        |
| 96                         | Francisco Peñuela (VEN)       | 82e                        |
| 97                         | Eduard Prades (ESP)           | 4e                         |

| Equipo Kern Pharma EKP | Equipo Kern Pharma EKP   | Equipo Kern Pharma EKP |
| ---------------------- | ------------------------ | ---------------------- |
| Num                    | Coureur                  | Pos                    |
| 101                    | Francisco Galván (ESP)   | 3e                     |
| 102                    | Unai Aznar (ESP)         | 108e                   |
| 103                    | Pau Miquel (ESP)         | 9e                     |
| 104                    | Mikel Retegi (ESP)       | 41e                    |
| 105                    | Antonio Jesús Soto (ESP) | 107e                   |
| 106                    | Haimar Etxeberria (ESP)  | AB                     |

| Euskaltel-Euskadi EUS | Euskaltel-Euskadi EUS   | Euskaltel-Euskadi EUS |
| --------------------- | ----------------------- | --------------------- |
| Num                   | Coureur                 | Pos                   |
| 111                   | Jokin Murguialday (ESP) | 67e                   |
| 112                   | Iker Mintegi (ESP)      | 14e                   |
| 114                   | Xabier Isasa (ESP)      | 35e                   |
| 115                   | Louis Sutton (GBR)      | 51e                   |
| 116                   | Paul Hennequin (FRA)    | 125e                  |
| 117                   | Gotzon Martín (ESP)     | 6e                    |

| Lotto LTD | Lotto LTD                   | Lotto LTD |
| --------- | --------------------------- | --------- |
| Num       | Coureur                     | Pos       |
| 121       | Jarrad Drizners (AUS)       | 57e       |
| 122       | Joshua Giddings (GBR)       | AB        |
| 123       | Sébastien Grignard (BEL)    | 77e       |
| 124       | Lionel Taminiaux (BEL)      | 118e      |
| 125       | Baptiste Veistroffer (FRA)  | 71e       |
| 126       | Jonas Gregaard Wilsly (DEN) | 42e       |

| Team Flanders-Baloise TFB | Team Flanders-Baloise TFB | Team Flanders-Baloise TFB |
| ------------------------- | ------------------------- | ------------------------- |
| Num                       | Coureur                   | Pos                       |
| 131                       | Alex Colman (BEL)         | 49e                       |
| 132                       | Jonas Geens (BEL)         | 101e                      |
| 133                       | Elias Maris (BEL)         | 89e                       |
| 134                       | Vincent Van Hemelen (BEL) | 2e                        |
| 135                       | Dylan Vandenstorme (BEL)  | 48e                       |
| 136                       | Ward Vanhoof (BEL)        | 47e                       |
| 137                       | Victor Vercouillie (BEL)  | 113e                      |

| Wagner Bazin WB WB2 | Wagner Bazin WB WB2       | Wagner Bazin WB WB2 |
| ------------------- | ------------------------- | ------------------- |
| Num                 | Coureur                   | Pos                 |
| 141                 | Jocelyn Baguelin (FRA)    | 50e                 |
| 142                 | Luca De Meester (BEL)     | AB                  |
| 143                 | Michiel Lambrecht (BEL)   | 75e                 |
| 144                 | Victor Papon (FRA)        | 116e                |
| 145                 | Marco Tizza (ITA)         | 11e                 |
| 146                 | Axandre Van Petegem (BEL) | 92e                 |
| 147                 | Jelle Vermoote (BEL)      | 132e                |

| Team Solution Tech-Vini Fantini TFT | Team Solution Tech-Vini Fantini TFT | Team Solution Tech-Vini Fantini TFT |
| ----------------------------------- | ----------------------------------- | ----------------------------------- |
| Num                                 | Coureur                             | Pos                                 |
| 151                                 | Davide Baldaccini (ITA)             | 93e                                 |
| 152                                 | Alexandre Balmer (SUI)              | 28e                                 |
| 153                                 | Lorenzo Quartucci (ITA)             | 18e                                 |
| 154                                 | Felix James Meo (NZL)               | 105e                                |
| 155                                 | Andrea Piras (ITA)                  | 80e                                 |
| 156                                 | Tommaso Nencini (ITA)               | AB                                  |
| 157                                 | Kristian Sbaragli (ITA)             | 79e                                 |

| St. Michel-Preference Home-Auber 93 AUB | St. Michel-Preference Home-Auber 93 AUB | St. Michel-Preference Home-Auber 93 AUB |
| --------------------------------------- | --------------------------------------- | --------------------------------------- |
| Num                                     | Coureur                                 | Pos                                     |
| 161                                     | Lucas Beneteau (FRA)                    | 26e                                     |
| 162                                     | Nicolas Breuillard (FRA)                | 13e                                     |
| 163                                     | Thomas Champion (FRA)                   | 32e                                     |
| 164                                     | Théo Delacroix (FRA)                    | 61e                                     |
| 165                                     | Alan Riou (FRA)                         | 110e                                    |
| 166                                     | Yohann Simon (FRA)                      | 62e                                     |
| 167                                     | Morne van Niekerk (RSA)                 | 128e                                    |

| CIC U Nantes UCN | CIC U Nantes UCN        | CIC U Nantes UCN |
| ---------------- | ----------------------- | ---------------- |
| Num              | Coureur                 | Pos              |
| 171              | Ronan Augé (FRA)        | 117e             |
| 172              | Joris Chaussinand (FRA) | 53e              |
| 173              | Corentin Devroute (FRA) | 131e             |
| 174              | Maël Guégan (FRA)       | 97e              |
| 175              | Matisse Julien (CAN)    | 127e             |
| 176              | Lenaïc Langella (FRA)   | 74e              |
| 177              | Axel Mariault (FRA)     | 120e             |

| Van Rysel-Roubaix VRR | Van Rysel-Roubaix VRR     | Van Rysel-Roubaix VRR |
| --------------------- | ------------------------- | --------------------- |
| Num                   | Coureur                   | Pos                   |
| 181                   | Baptiste Planckaert (BEL) | 55e                   |
| 182                   | Killian Théot (FRA)       | 119e                  |
| 183                   | Rémi Capron (FRA)         | 31e                   |
| 184                   | Célestin Guillon (FRA)    | 73e                   |
| 185                   | Maxime Jarnet (FRA)       | 86e                   |
| 186                   | Maximilien Juillard (FRA) | 129e                  |
| 187                   | Kenny Molly (BEL)         | 27e                   |

| Nice Métropole Côte d'Azur NMC | Nice Métropole Côte d'Azur NMC | Nice Métropole Côte d'Azur NMC |
| ------------------------------ | ------------------------------ | ------------------------------ |
| Num                            | Coureur                        | Pos                            |
| 191                            | Melvin Crommelinck (FRA)       | AB                             |
| 192                            | Damien Girard (FRA)            | 123e                           |
| 193                            | Jaakko Hänninen (FIN)          | 34e                            |
| 194                            | Alexander Konijn (NED)         | 126e                           |
| 195                            | Dylan Massa (FRA)              | AB                             |
| 196                            | Andrea Mifsud                  | 65e                            |
| 197                            | Axel Narbonne-Zuccarelli (FRA) | 100e                           |

| Beltrami TSA-Tre Colli BTC | Beltrami TSA-Tre Colli BTC | Beltrami TSA-Tre Colli BTC |
| -------------------------- | -------------------------- | -------------------------- |
| Num                        | Coureur                    | Pos                        |
| 201                        | Leonardo Rossi (ITA)       | 130e                       |
| 202                        | Andrea Biancalani (ITA)    | 109e                       |
| 203                        | Gabriel Fede (ITA)         | 90e                        |
| 204                        | Giacomo Tagliavini (ITA)   | AB                         |
| 205                        | Tomasso Anastasia (ITA)    | 91e                        |
| 206                        | Raffaele Tela (ITA)        | AB                         |
| 207                        | Frederik Lykke (DEN)       | AB                         |

| Groupama-FDJ GFC | Groupama-FDJ GFC          | Groupama-FDJ GFC |
| ---------------- | ------------------------- | ---------------- |
| Num              | Coureur                   | Pos              |
| 1                | Kevin Geniets (LUX)       | 16e              |
| 2                | Clément Braz Afonso (FRA) | 33e              |
| 3                | Rémi Cavagna (FRA)        | 106e             |
| 4                | Thibaud Gruel (FRA)       | 54e              |
| 5                | Johan Jacobs (SUI)        | 104e             |
| 6                | Olivier Le Gac (FRA)      | 87e              |
| 7                | Maxime Decomble (FRA)     | 63e              |

| Decathlon-AG2R La Mondiale DAT | Decathlon-AG2R La Mondiale DAT | Decathlon-AG2R La Mondiale DAT |
| ------------------------------ | ------------------------------ | ------------------------------ |
| Num                            | Coureur                        | Pos                            |
| 11                             | Oscar Chamberlain (AUS)        | 103e                           |
| 12                             | Dries De Bondt (BEL)           | 83e                            |
| 13                             | Pierre Gautherat (FRA)         | 122e                           |
| 14                             | Rasmus Søjberg (DEN)           | 111e                           |
| 15                             | Gianluca Pollefliet (BEL)      | HD                             |
| 16                             | Nicolas Prodhomme (FRA)        | 7e                             |
| 17                             | Paul Seixas (FRA)              | 5e                             |

| Arkéa-B&B Hotels ARK | Arkéa-B&B Hotels ARK          | Arkéa-B&B Hotels ARK |
| -------------------- | ----------------------------- | -------------------- |
| Num                  | Coureur                       | Pos                  |
| 21                   | Amaury Capiot (BEL)           | 44e                  |
| 22                   | Élie Gesbert (FRA)            | 114e                 |
| 23                   | Anthony Delaplace (FRA)       | 99e                  |
| 24                   | Thibault Guernalec (FRA)      | 85e                  |
| 25                   | Embret Svestad-Bårdseng (NOR) | 29e                  |
| 26                   | Pierre Thierry (FRA)          | 124e                 |
| 27                   | Kévin Vauquelin (FRA)         | 20e                  |

| Cofidis COF | Cofidis COF             | Cofidis COF |
| ----------- | ----------------------- | ----------- |
| Num         | Coureur                 | Pos         |
| 31          | Damien Touzé (FRA)      | 15e         |
| 32          | Valentin Ferron (FRA)   | 1er         |
| 33          | Clément Izquierdo (FRA) | 68e         |
| 34          | Oliver Knight (GBR)     | 78e         |
| 35          | Sam Maisonobe (FRA)     | 43e         |
| 36          | Anthony Perez (FRA)     | 66e         |
| 37          | Benjamin Thomas (FRA)   | 38e         |

| Ineos Grenadiers IGD | Ineos Grenadiers IGD     | Ineos Grenadiers IGD |
| -------------------- | ------------------------ | -------------------- |
| Num                  | Coureur                  | Pos                  |
| 41                   | Omar Fraile (ESP)        | 36e                  |
| 42                   | Axel Laurance (FRA)      | 8e                   |
| 43                   | Victor Langellotti (MON) | 22e                  |
| 44                   | Salvatore Puccio (ITA)   | 84e                  |
| 45                   | Artem Shmidt (USA)       | 69e                  |
| 46                   | Joshua Tarling (GBR)     | 70e                  |
| 47                   | Ben Turner (GBR)         | 21e                  |

| Alpecin-Deceuninck ADC | Alpecin-Deceuninck ADC | Alpecin-Deceuninck ADC |
| ---------------------- | ---------------------- | ---------------------- |
| Num                    | Coureur                | Pos                    |
| 51                     | Jimmy Janssens (BEL)   | HD                     |
| 52                     | Timo Kielich (BEL)     | 19e                    |
| 53                     | Stan Van Tricht (BEL)  | 96e                    |
| 54                     | Luca Vergallito (ITA)  | 30e                    |
| 55                     | Lennert Belmans (BEL)  | 81e                    |
| 56                     | Louis Kitzki (GER)     | 121e                   |
| 57                     | Juri Hollmann (GER)    | 72e                    |

| Team TotalEnergies TEN | Team TotalEnergies TEN    | Team TotalEnergies TEN |
| ---------------------- | ------------------------- | ---------------------- |
| Num                    | Coureur                   | Pos                    |
| 61                     | Thomas Bonnet (FRA)       | 94e                    |
| 62                     | Alexys Brunel (FRA)       | 39e                    |
| 63                     | Alexandre Delettre (FRA)  | 12e                    |
| 64                     | Rayan Boulahoite (FRA)    | 76e                    |
| 65                     | Sandy Dujardin (FRA)      | 46e                    |
| 66                     | Pierre Latour (FRA)       | 102e                   |
| 67                     | Valentin Retailleau (FRA) | 98e                    |

| Unibet Tietema Rockets RKT | Unibet Tietema Rockets RKT | Unibet Tietema Rockets RKT |
| -------------------------- | -------------------------- | -------------------------- |
| Num                        | Coureur                    | Pos                        |
| 71                         | Adrien Maire (FRA)         | 23e                        |
| 72                         | Andreas Stokbro (DEN)      | 40e                        |
| 73                         | Axel Huens (FRA)           | 24e                        |
| 74                         | Hartthijs de Vries (NED)   | 64e                        |
| 75                         | Lukáš Kubiš (SVK)          | 59e                        |
| 76                         | Killian Verschuren (FRA)   | 37e                        |
| 77                         | Tomáš Kopecký (CZE)        | 112e                       |

| Burgos-Burpellet-BH BBH | Burgos-Burpellet-BH BBH        | Burgos-Burpellet-BH BBH |
| ----------------------- | ------------------------------ | ----------------------- |
| Num                     | Coureur                        | Pos                     |
| 81                      | Merhawi Kudus (ERI)            | AB                      |
| 82                      | David Delgado Higueruelo (ESP) | 52e                     |
| 83                      | José Manuel Díaz (ESP)         | 25e                     |
| 84                      | Ángel Fuentes (ESP)            | 95e                     |
| 85                      | José Luis Faura (ESP)          | 58e                     |
| 86                      | Jambaljamts Sainbayar (MGL)    | 17e                     |
| 87                      | Clément Alleno (FRA)           | 45e                     |

| Caja Rural-Seguros RGA CJR | Caja Rural-Seguros RGA CJR    | Caja Rural-Seguros RGA CJR |
| -------------------------- | ----------------------------- | -------------------------- |
| Num                        | Coureur                       | Pos                        |
| 91                         | Álex Díaz (ESP)               | 115e                       |
| 92                         | Samuel Fernández García (ESP) | 88e                        |
| 93                         | Jaume Guardeño (ESP)          | 60e                        |
| 94                         | Joseba López (ESP)            | 56e                        |
| 95                         | Alex Molenaar (NED)           | 10e                        |
| 96                         | Francisco Peñuela (VEN)       | 82e                        |
| 97                         | Eduard Prades (ESP)           | 4e                         |

| Equipo Kern Pharma EKP | Equipo Kern Pharma EKP   | Equipo Kern Pharma EKP |
| ---------------------- | ------------------------ | ---------------------- |
| Num                    | Coureur                  | Pos                    |
| 101                    | Francisco Galván (ESP)   | 3e                     |
| 102                    | Unai Aznar (ESP)         | 108e                   |
| 103                    | Pau Miquel (ESP)         | 9e                     |
| 104                    | Mikel Retegi (ESP)       | 41e                    |
| 105                    | Antonio Jesús Soto (ESP) | 107e                   |
| 106                    | Haimar Etxeberria (ESP)  | AB                     |

| Euskaltel-Euskadi EUS | Euskaltel-Euskadi EUS   | Euskaltel-Euskadi EUS |
| --------------------- | ----------------------- | --------------------- |
| Num                   | Coureur                 | Pos                   |
| 111                   | Jokin Murguialday (ESP) | 67e                   |
| 112                   | Iker Mintegi (ESP)      | 14e                   |
| 114                   | Xabier Isasa (ESP)      | 35e                   |
| 115                   | Louis Sutton (GBR)      | 51e                   |
| 116                   | Paul Hennequin (FRA)    | 125e                  |
| 117                   | Gotzon Martín (ESP)     | 6e                    |

| Lotto LTD | Lotto LTD                   | Lotto LTD |
| --------- | --------------------------- | --------- |
| Num       | Coureur                     | Pos       |
| 121       | Jarrad Drizners (AUS)       | 57e       |
| 122       | Joshua Giddings (GBR)       | AB        |
| 123       | Sébastien Grignard (BEL)    | 77e       |
| 124       | Lionel Taminiaux (BEL)      | 118e      |
| 125       | Baptiste Veistroffer (FRA)  | 71e       |
| 126       | Jonas Gregaard Wilsly (DEN) | 42e       |

| Team Flanders-Baloise TFB | Team Flanders-Baloise TFB | Team Flanders-Baloise TFB |
| ------------------------- | ------------------------- | ------------------------- |
| Num                       | Coureur                   | Pos                       |
| 131                       | Alex Colman (BEL)         | 49e                       |
| 132                       | Jonas Geens (BEL)         | 101e                      |
| 133                       | Elias Maris (BEL)         | 89e                       |
| 134                       | Vincent Van Hemelen (BEL) | 2e                        |
| 135                       | Dylan Vandenstorme (BEL)  | 48e                       |
| 136                       | Ward Vanhoof (BEL)        | 47e                       |
| 137                       | Victor Vercouillie (BEL)  | 113e                      |

| Wagner Bazin WB WB2 | Wagner Bazin WB WB2       | Wagner Bazin WB WB2 |
| ------------------- | ------------------------- | ------------------- |
| Num                 | Coureur                   | Pos                 |
| 141                 | Jocelyn Baguelin (FRA)    | 50e                 |
| 142                 | Luca De Meester (BEL)     | AB                  |
| 143                 | Michiel Lambrecht (BEL)   | 75e                 |
| 144                 | Victor Papon (FRA)        | 116e                |
| 145                 | Marco Tizza (ITA)         | 11e                 |
| 146                 | Axandre Van Petegem (BEL) | 92e                 |
| 147                 | Jelle Vermoote (BEL)      | 132e                |

| Team Solution Tech-Vini Fantini TFT | Team Solution Tech-Vini Fantini TFT | Team Solution Tech-Vini Fantini TFT |
| ----------------------------------- | ----------------------------------- | ----------------------------------- |
| Num                                 | Coureur                             | Pos                                 |
| 151                                 | Davide Baldaccini (ITA)             | 93e                                 |
| 152                                 | Alexandre Balmer (SUI)              | 28e                                 |
| 153                                 | Lorenzo Quartucci (ITA)             | 18e                                 |
| 154                                 | Felix James Meo (NZL)               | 105e                                |
| 155                                 | Andrea Piras (ITA)                  | 80e                                 |
| 156                                 | Tommaso Nencini (ITA)               | AB                                  |
| 157                                 | Kristian Sbaragli (ITA)             | 79e                                 |

| St. Michel-Preference Home-Auber 93 AUB | St. Michel-Preference Home-Auber 93 AUB | St. Michel-Preference Home-Auber 93 AUB |
| --------------------------------------- | --------------------------------------- | --------------------------------------- |
| Num                                     | Coureur                                 | Pos                                     |
| 161                                     | Lucas Beneteau (FRA)                    | 26e                                     |
| 162                                     | Nicolas Breuillard (FRA)                | 13e                                     |
| 163                                     | Thomas Champion (FRA)                   | 32e                                     |
| 164                                     | Théo Delacroix (FRA)                    | 61e                                     |
| 165                                     | Alan Riou (FRA)                         | 110e                                    |
| 166                                     | Yohann Simon (FRA)                      | 62e                                     |
| 167                                     | Morne van Niekerk (RSA)                 | 128e                                    |

| CIC U Nantes UCN | CIC U Nantes UCN        | CIC U Nantes UCN |
| ---------------- | ----------------------- | ---------------- |
| Num              | Coureur                 | Pos              |
| 171              | Ronan Augé (FRA)        | 117e             |
| 172              | Joris Chaussinand (FRA) | 53e              |
| 173              | Corentin Devroute (FRA) | 131e             |
| 174              | Maël Guégan (FRA)       | 97e              |
| 175              | Matisse Julien (CAN)    | 127e             |
| 176              | Lenaïc Langella (FRA)   | 74e              |
| 177              | Axel Mariault (FRA)     | 120e             |

| Van Rysel-Roubaix VRR | Van Rysel-Roubaix VRR     | Van Rysel-Roubaix VRR |
| --------------------- | ------------------------- | --------------------- |
| Num                   | Coureur                   | Pos                   |
| 181                   | Baptiste Planckaert (BEL) | 55e                   |
| 182                   | Killian Théot (FRA)       | 119e                  |
| 183                   | Rémi Capron (FRA)         | 31e                   |
| 184                   | Célestin Guillon (FRA)    | 73e                   |
| 185                   | Maxime Jarnet (FRA)       | 86e                   |
| 186                   | Maximilien Juillard (FRA) | 129e                  |
| 187                   | Kenny Molly (BEL)         | 27e                   |

| Nice Métropole Côte d'Azur NMC | Nice Métropole Côte d'Azur NMC | Nice Métropole Côte d'Azur NMC |
| ------------------------------ | ------------------------------ | ------------------------------ |
| Num                            | Coureur                        | Pos                            |
| 191                            | Melvin Crommelinck (FRA)       | AB                             |
| 192                            | Damien Girard (FRA)            | 123e                           |
| 193                            | Jaakko Hänninen (FIN)          | 34e                            |
| 194                            | Alexander Konijn (NED)         | 126e                           |
| 195                            | Dylan Massa (FRA)              | AB                             |
| 196                            | Andrea Mifsud                  | 65e                            |
| 197                            | Axel Narbonne-Zuccarelli (FRA) | 100e                           |

| Beltrami TSA-Tre Colli BTC | Beltrami TSA-Tre Colli BTC | Beltrami TSA-Tre Colli BTC |
| -------------------------- | -------------------------- | -------------------------- |
| Num                        | Coureur                    | Pos                        |
| 201                        | Leonardo Rossi (ITA)       | 130e                       |
| 202                        | Andrea Biancalani (ITA)    | 109e                       |
| 203                        | Gabriel Fede (ITA)         | 90e                        |
| 204                        | Giacomo Tagliavini (ITA)   | AB                         |
| 205                        | Tomasso Anastasia (ITA)    | 91e                        |
| 206                        | Raffaele Tela (ITA)        | AB                         |
| 207                        | Frederik Lykke (DEN)       | AB                         |